# Erich Briese
Albert Erich Briese (* 13. September 1869 in Berlin; † 30. März 1947 ebenda) war ein deutscher Schauspieler bei Bühne und Film.

## Leben und Wirken
Briese begann seine darstellerische Laufbahn in der Spielzeit 1891/92 als Schauspielvolontär an den Königlichen Schauspielen zu Berlin und blieb dort bis 1893. In diesem Jahr trat er sein erstes reguläres Festengagement im westfälischen Minden an. Bereits 1894 kehrte Briese nach Berlin zurück und ließ sich an das Lessing-Theater verpflichten. Hier blieb er vier Spielzeiten lang und stand dort gemeinsam mit namhaften Kollegen und Kolleginnen wie Hermann Boettcher, Alfred Halm, Hermann Vallentin, Franz Schönfeld, Sophie Pagay, Ilka Grüning und Louise Dumont gemeinsam auf der Bühne.
Seit der Jahrhundertwende wirkte Briese wieder an kleinen Bühnen in der deutschen Provinz wie Glogau und ging auf Theatergastspielreise wie beispielsweise mit der Berliner Max-Samst-Tournee und mit dem ebenfalls der Direktion Samst unterstehendem Metropol-Ensemble. 1903 heiratete er in Hannover Luise Emilie Emma Samst (1872–1948), eine Schwester von Max Samst.
Von 1908 bis 1913 wirkte er am ebenfalls von Max Samst geleiteten Stuttgarter Residenztheater. Hier konnte man ihn in so verschiedenartigen Stücken wie Die letzten sechs Wochen (1910), Die versiegelte Venus (1911) und Zweimal gelebt (ebenfalls 1911) sehen und beweisen, dass er sowohl in komischen als auch in ernsten Rollen zu bestehen verstand. Zuletzt (1913) war er auch künstlerischer Leiter dieser Spielstätte. Gleich darauf kehrte Briese nach Berlin zurück.
Hier trat Erich Briese 1913/14 erstmals vor die Kamera. Der dänische Regisseur Stellan Rye besetzte ihn in zwei seiner kurz vor Ausbruch des Ersten Weltkriegs gedrehten Filme, Der Prinzenraub und Das Haus ohne Tür. Beim Film gab Briese jedoch in der Folgezeit kaum mehr als sporadische Gastspiele (beispielsweise einen Hauptmann in dem Melodram Gib mich frei und einen Minister in der aufwändigen, zweiteiligen Preußen- und Monarchenhuldigung Der alte Fritz).
In der Spielzeit 1919/1920 kehrte er zur Bühne zurück und stand mit seinem Sohn Gaston Briese, der kurz darauf als Spielleiter auch Stücke inszenieren durfte, und seiner Ehefrau Emma am Chemnitzer Thalia-Theater unter der Leitung seines Schwagers Max Samst auf den Brettern. Samst war es auch, der zu Beginn der 1930er Jahre in seiner Funktion als Pächter Briese dessen letzte große Aufgabe, die Oberspielleitung des Berliner Walhalla-Theaters, anvertraute. Anschließend zog sich Erich Briese in den Ruhestand zurück und trat nur noch einmal, an der Seite seines Sohnes Gaston mit dem winzigen Part eines Aktionärs der König-Werke in dem Lustspiel Wenn ich König wär’ vor die Kamera.
Die Eheleute Briese wohnten zuletzt in Berlin-Friedenau. Erich Briese starb 1947 im Alter von 77 Jahren an den Folgen eines Oberschenkelhalsbruchs in dem Berliner Siemens-Krankenkaus (später: DRK-Krankenhaus-Jungfernheide).

## Filmografie
- 1914: Der Prinzenraub
- 1914: Das Haus ohne Tür
- 1916: Der breite Weg
- 1924: Gib mich frei
- 1928: Der alte Fritz (2 Teile)
- 1934: Wenn ich König wär’